# Fundo de Quintal
Grupo Fundo de Quintal (o sencillamente Fundo de Quintal) es un grupo de samba brasileño, fundado a finales de los años 70, a partir del bloque de carnaval Cacique de Ramos en Rio De Janeiro. La madrina del grupo es la compositora y cantante de samba Beth Carvalho.
La formación original estaba compuesta por Almir Guineto, Jorge Aragão, Sombrinha (cavaco/guitarra), Neoci (el hijo de João da Baiana), Sereno (tantan), Ubirany (repinique) y Bira Presidente (pandeiro).
 El grupo inició su carrera profesional en 1980 y ha ganado varios premios, entre ellos nueve premios Sharp (el más importante de los premios de música popular brasileña). Han vendido varios millones de copias de los 19 álbumes que habían grabado hasta el año 2000, varios de los cuales alcanzaron el estatus de disco de oro y platino. Sus canciones también se han adoptado como temas de telenovelas de gran popularidad. A finales de los 70, Beth Carvalho y su productor Rildo Hora (quien sería el productor del grupo) invitaron al Fundo de Quintal a ser músicos de apoyo para el álbum Pé No Chão. Los fundadores fueron Almir Guineto, Jorge Aragão , Neoci, Sereno, Sombrinha, Ubirajara ( Bira Presidente ) y Ubirany. Arlindo Cruz y Valter 7 Cordas se unieron como músicos de las primeras formaciones. Algunos de los éxitos del grupo son "Vai Na Conversa Dela", "E Eu Não Fui Convidado", "Só Pra Contrariar", "Boca Sem Dente", "Miudinho", "Parabéns Pra Você", "Malandro Sou Eu", " Andei, Andei, "" Do Fundo do Nosso Quintal "," Não Sonhando Eu Sou Feliz "," Tô Que Tô ".
Poco después del primer álbum, Almir Guineto y Jorge Aragão dejaron el grupo para continuar su carrera en solitario, siendo reemplazados por Arlindo Cruz y Cléber Augusto. La formación con Arlindo Cruz y Sombrinha como las voces principales y compositores (a pesar de que todos los miembros cantan y componen) está considerada como la base del grupo, y continuó hasta 1993. Entonces Arlindo Cruz y Sombrinha dejaron el grupo, para ser reemplazados por Mário Sérgio (de São Paulo) y Ronaldinho, hasta la actualidad.
Fundo de Quintal Introdujo instrumentos nuevos como el tan-tan, el banjo de 4 cuerdas y el repinique.
En 2015, su álbum Só Felicidade fue nominado para la 16.º Edición de los premios Grammy Latinos en la categoría álbumes de Samba/Pagode. Finalmente, acabaron ganando en la categoría.